# Recta secant

Rectes traçades en una circumferència incloent-hi la secant

En geometria, la posició relativa de dues rectes, o d'una recta i d'una corba, pot ser qualificada per l'adjectiu secant. Aquest ve del llatí secare, que significa tallar. En termes matemàtics, una recta és assecant a una altra recta, o més generalment a una corba, quan té una intersecció no buida amb aquesta.
Per efectuar l'estudi d'una corba al veïnatge d'un dels seus punts P, és útil considerar les secants procedents de P, és a dir les rectes que passen per P i un altre punt Q de la corba. És a partir d'aquestes secants que es defineix la noció de tangent a la corba en el punt P: es tracta del límit, quan existeix, de les rectes secants procedents de P quan el segon punt Q s'acosta a P al llarg de la corba.
Per això, quan Q és prou a prop de P, la secant pot ser considerada com una aproximació de la tangent.
En el cas particular de la corba representativa d'una funció numèrica y=f(x), el pendent (matemàtiques) de la tangent és el límit del pendent de les secants, el que dona una interpretació geomètrica de la derivada d'una funció.

## Aproximació per una secant
Considerant la corba d'equació y = f(x) en un sistema de coordenades cartesianes, i considerant un punt P de coordenades (c f(c)), i un altre punt
Q de coordinades (c + Δx, f(c + Δx)). Llavors el pendent (matemàtiques) m de la recta secant, que no passa per P i Q, ve donada per:
{\displaystyle m={\frac {\Delta y}{\Delta x}}={\frac {f(c+\Delta x)-f(c)}{(c+\Delta x)-c}}={\frac {f(c+\Delta x)-f(c)}{\Delta x}}}
El membre de la dreta de l'equació precedent és la relació de Newton en c (o taxa de creixement). Quan Δx s'apropa a zero, aquesta relació s'acosta a la derivada {\displaystyle f'(c)}, suposant que la derivada existeixi.